# Tablajero

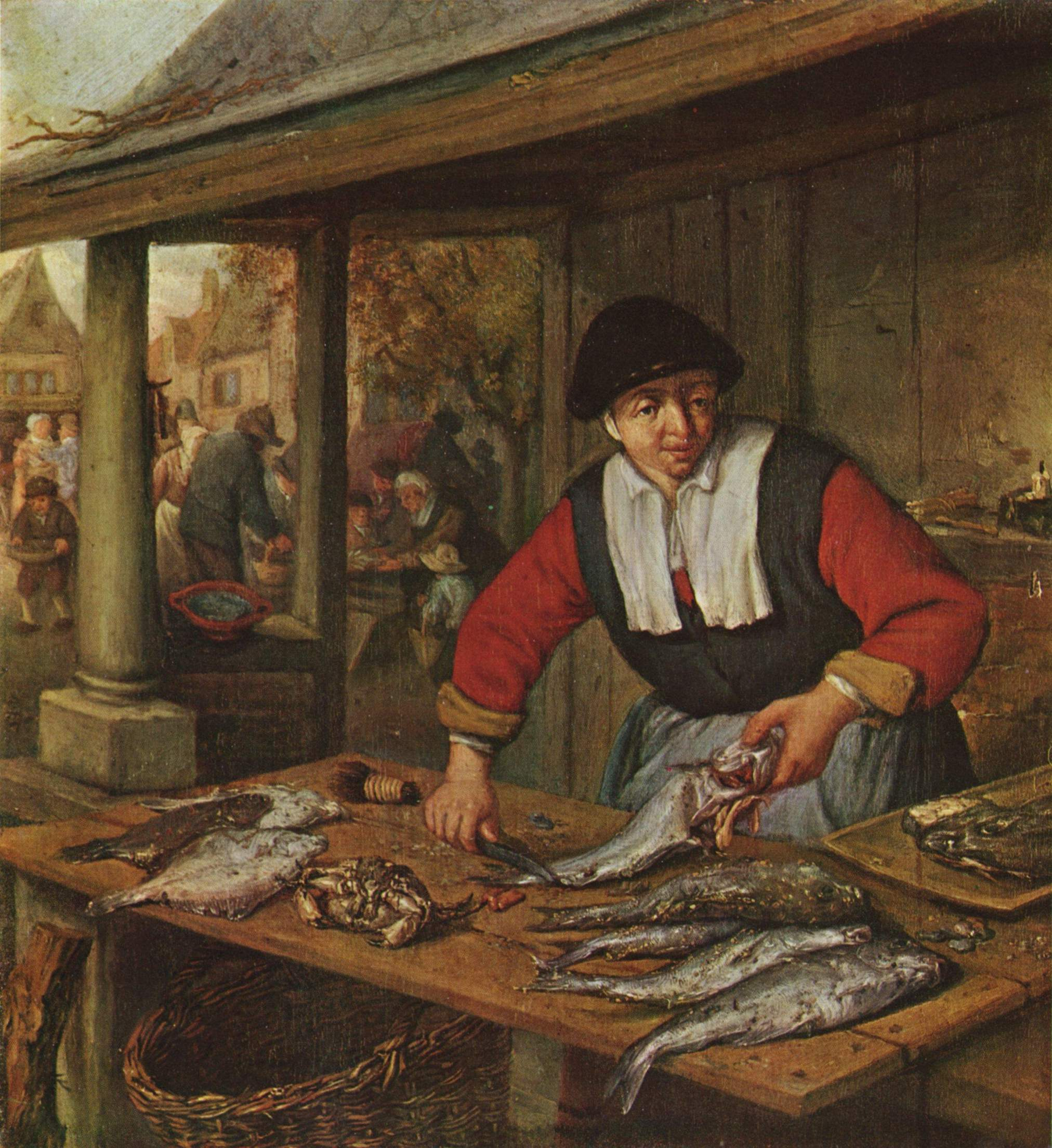
La Pescadera, de Adriaen van Ostade, circa 1660. Las tablas del pescado de las plazas españolas serían similares

Aunque en la actualidad ha pasado a definirse como carnicero, sobre todo en el español de América, y tiene alguna otra acepción, como la de jugador o carpintero que hace tablados, tablajeros es el nombre tradicional que se daba a los vendedores de diversos artículos alimenticios en los mercados, porque lo hacían en tablas o puestos públicos en las plazas mayores o plazuelas.
En el contexto histórico del Antiguo Régimen español, no solían ser pequeños comerciantes autónomos, sino dependientes de los obligados del abasto de cada uno de los géneros en que este se dividía, como carne, pescado, tocino, aceite y jabón, etc. Su actividad en el mercado estaba regulada por la legislación municipal (fueros, ordenanzas) y el contrato de obligación del abasto. Los conflictos cotidianos, por ejemplo la corrección del peso de la mercancía vendida, se dirimían en la institución del Repeso. La situación de legalidad en que los tablajeros vendían no era compartida por muchos otros agentes del comercio, bien regular (los choriceros de Candelario o los hueveros de Fuencarral), bien irregular, como los chalanes o revendedores, situación en la que estaban multitud de vendedores callejeros que colocaban precariamente un cajón en cualquier calle, en vez de la tabla legal; no hay que confundirlos.

### Tablajero Norestense

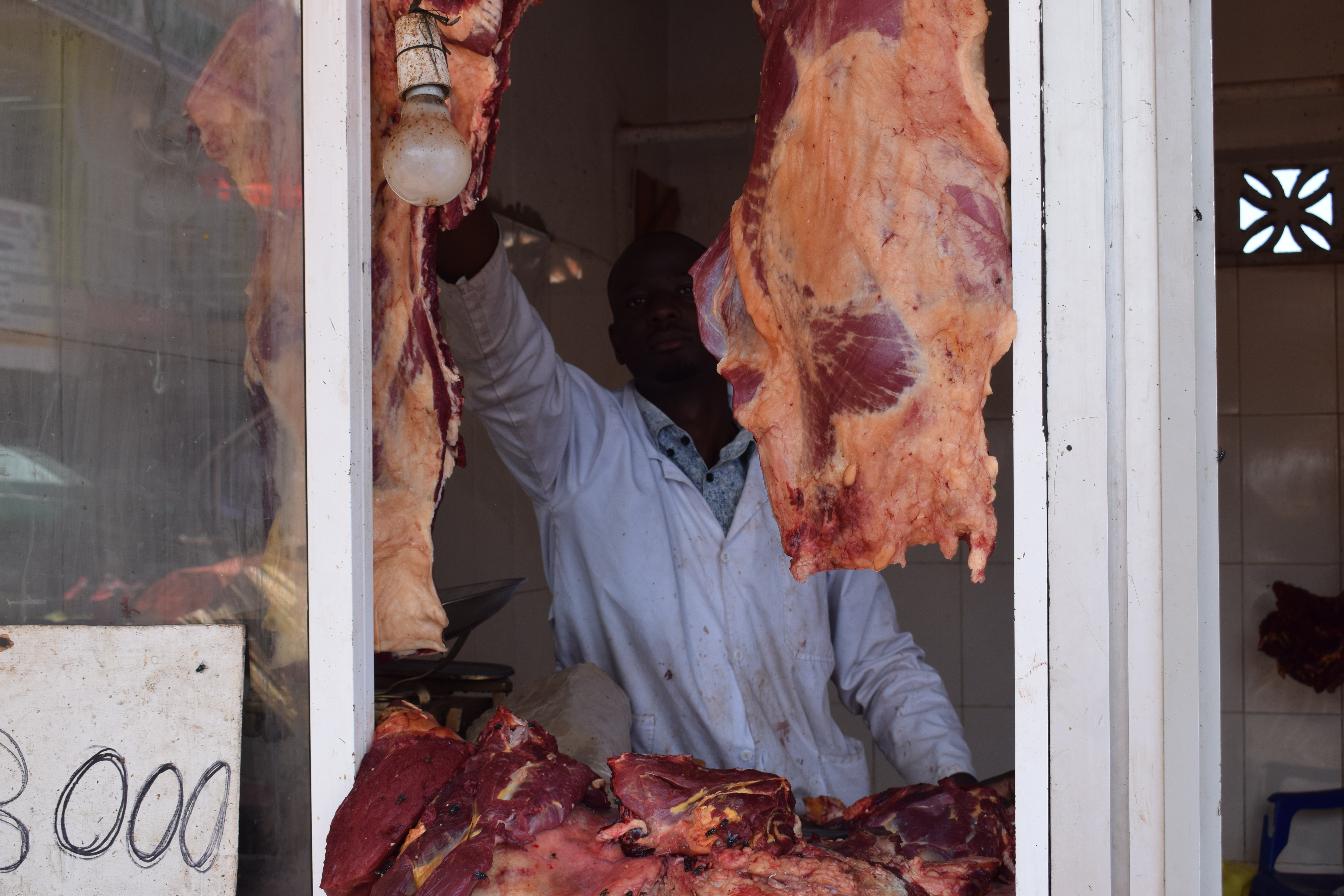

Los tablajeros norestenses son de un gran patrimonio de Coahuila, Nuevo León y Tamaulipas.[cita requerida] Los vendedores de carnes son muy identificados dentro de estas regiones, las tradiciones que se acostumbran en estas mismas se consumen por gran regularidad. Se frecuenta ir con un tablajero a pedir en su caso variedad de carnes, el impacto que hace estas tradiciones son importantes para la identidad de estas regiones. 